# 対馬琴のイチョウ

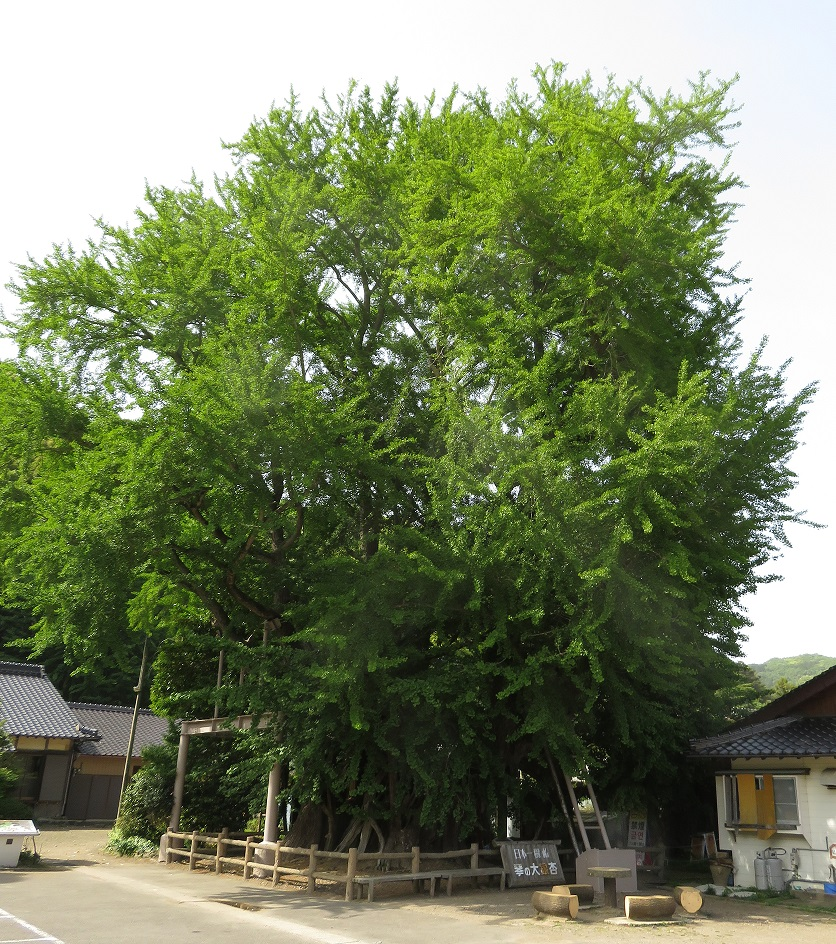

対馬琴のイチョウ（つしまきんのイチョウ）は、長崎県対馬市上対馬町琴（きん）地区に生育するイチョウの巨木である。単に「琴のイチョウ」（きんのイチョウ）または「琴の大イチョウ」（きんのおおイチョウ）とも呼ばれる。推定の樹齢は1500年といわれ、「大陸から日本に伝わった初のイチョウ」などの伝承がある。1961年（昭和36年）には、長崎県の天然記念物に指定されている。

## 由来
琴は、対馬北部の東海岸に位置する集落である。古くから朝鮮半島との交流があり、大陸文化の入り口となっていた場所で、1471年（文明3年）に朝鮮で著された『海東諸国記』という書物に「四十余戸」と記載されている。
対馬琴のイチョウは、曹洞宗に属する長松寺という寺の前に生育している
。この木は雄株で推定の樹齢は1500年といい、そのため「日本最古のイチョウ」、「大陸から日本に伝わった初のイチョウ」との伝承がある。古くから対馬全島に存在を知られていて、「琴のイチョウは対馬の親木、胴のまわりが三十と五尋」と対馬各地の地搗き唄で歌われていた。
35尋という数値は過大であるが、よく目立つ木であり、1809年（文化6年）に書かれた『対馬記事』には「沖より見れば茂りて山のごとし」と記述されていた。かつてのこの木は、幹周り12.5メートル、樹高は40メートルを測っていた。カメラマンで巨木に関する著書のある高橋弘が2004年に測定したところ、樹高は23メートル、幹回りは13.3メートルの数値となっていた。
1798年（寛政10年）には落雷に遭い、幹が裂けて焼け焦げ、中に空洞ができた。この空洞には、近年まで稲荷の祠が祀られていた。明治時代初期には、近くの民家の火災で延焼する難に遭った。その後蘇生して樹高は40メートルにまで成長したが、1950年（昭和25年）9月の台風29号（キジア台風）によって主幹が折れた。度重なる災害にもかかわらず樹勢は盛んで、とりわけ健全な東側の幹からは「乳根」を垂らしているほどである。地元の人々もこの木を大切にしていて、かつて琴小学校と琴中学校（ともに1993年閉校）は、「イチョウ」を校章にしていた。
対馬琴のイチョウは、1961年（昭和36年）11月24日に長崎県の天然記念物に指定された。1990年（平成2年）に開催された「国際花と緑の博覧会」に合わせて企画された「新日本名木100選」では、長崎県から「奈良尾のアコウ」（長崎県南松浦郡新上五島町、国の天然記念物）とともに選定されている。

## 交通アクセス
所在地
- 長崎県対馬市上対馬町琴675

交通
- 対馬空港から車で2時間。または比田勝港から車で30分[2]。